# بيرسيرك (مسلسل تلفزيوني 1997)
بيرسيرك، المعروف أيضا باسم بيرسيرك: سجلات أنصال الريح (剣風伝奇ベルセルク Kenpū Denki Beruseruku) (剣風伝奇ベルセルク Kenpū Denki Beruseruku), أنمي تيلفزيوني ياباني  الذي بثت من عام 1997 إلى عام 1998. مقتبس من المانجا هائج, ويشمل من 25 حلقة التي نتجتها أورنتل لايت  أند ماجيك و بثت لأول مرة على نيبون التلفزيون. الحلقات مقتبسة من جزء المانجا المبارز الأسود القوس، المتواصلة خلال قصة العصر الذهبي.

## الممثلون
| الشخصيات     | صوت اليابانية     |
| ------------ | ----------------- |
| غاتس         | نوبوتوشي هاياشي   |
| جريفيث/فيمتو | توشيوكي موريكاوا  |
| كاسكا        | Yūko Miyamura     |
| ركيرت        | أكيكو ياجيما      |
| جودوو        | أكيرا إيشيدا      |
| بيبين        | ماسو أمادا        |
| كوركس        | توموهيرو نيشيمورا |
| نوسفرتث زود  | كينجي أوتسومي     |
| افواد        | أونشو إيشيزكا     |
| سلان         | اتسوكي تاناكا     |
| أوبيك        | تشافورين          |
| كونراد       | توكو نيشيو        |

## الإصدار
بثت لأول في 7 أكتوبر 1997 إلى 31 مارس 1998 على تلفزيون نيبون.
في آسيا، أصدرت فيديو Vap  ثلاثة عشر VHS واثني عشر VCD بما في ذلك حلقتين كل (واحد في آخر VHS وثلاثة في آخر VCD) من عام 1998 إلى عام 1999 في اليابان. سبعة أقراص «دي في دي بوكس» باستخدام الصوت المضغوط، صدر في اليابان في عام 2001 مع سبعة مجلدات يتم إعادة إصدارها في وقت لاحق في  دي في دي  فردية الانتظام في عام 2003.

## استقبال

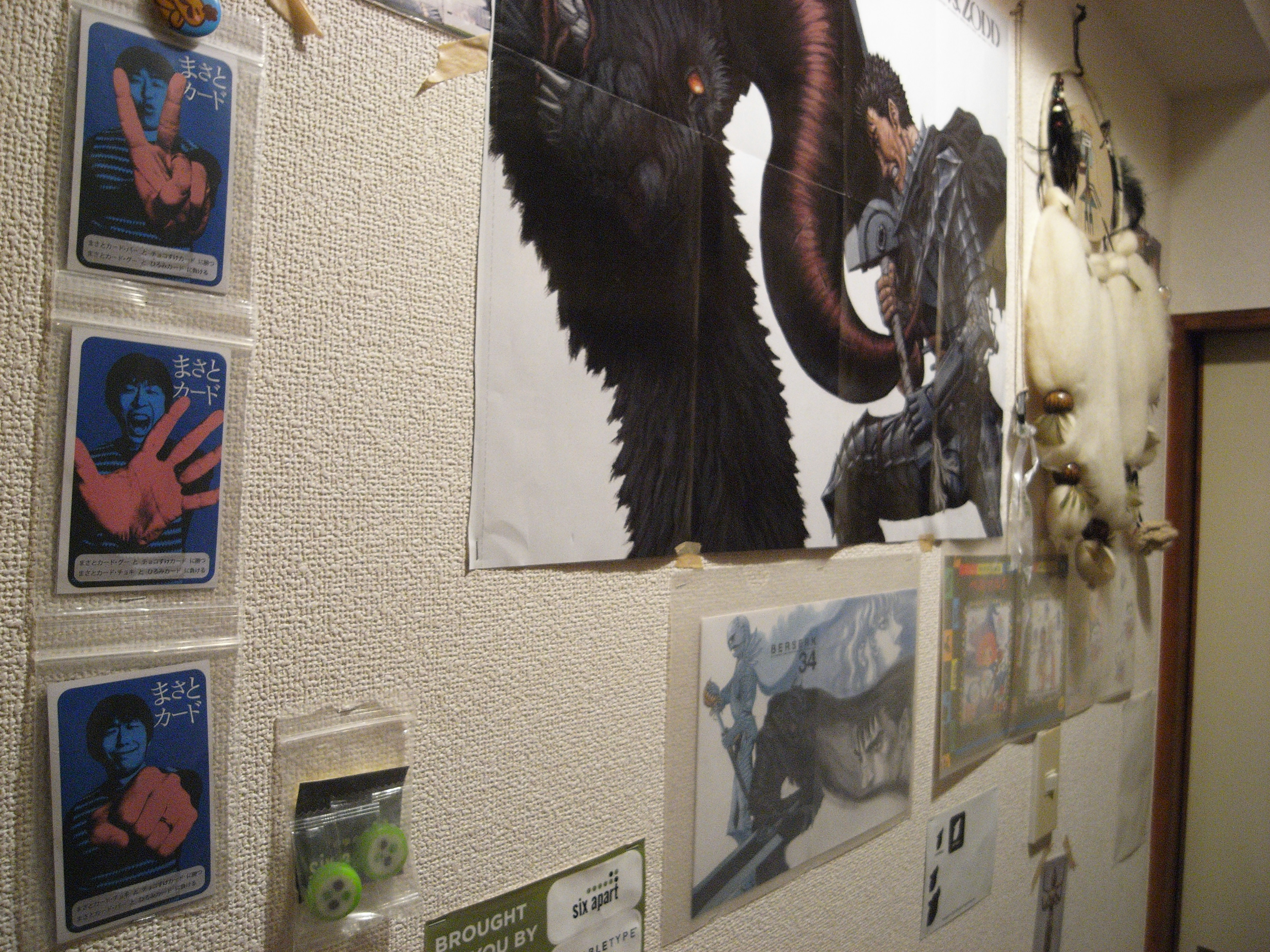
سلسلة جداريات لمسلسل بيرسيرك

بيرسيرك تلقى ردا إيجابيا من النقاد الذين أثنوا الخيال المظلم  القصصية و  الموسيقية حين  التحفظات لها أقل من مقبول على الرسوم المتحركة. زاك بيرتشي من شبكة أخبار أنمي أشاد السلسلة فيعطيها النتيجة قائلا: «إذا كان لديك واحد من العظام في الجسم الذي يهتم بالخيال المظلم، لا يعبر بيرسيرك . هو المثال الأفضل  على النوع المتاحة في السوق اليوم، على أساس المانغا  يلقى  شعبية. المسلسل لقى نجاحا باهرا ويبقى ساحر، مسلية حقا ومرعبة إلى يومنا هذا. راقب هذا العرض.»

## وصلات خارجية
- بيرسيرك على موقع IMDb (الإنجليزية)
- بيرسيرك على موقع نتفليكس (الإنجليزية)
- بيرسيرك على موقع ليتربوكسد (الإنجليزية)
- بيرسيرك على موقع كينوبويسك (الروسية)
- بيرسيرك على موقع قاعدة بيانات الفيلم (الإنجليزية)
- بيرسيرك على موقع ANN anime (الإنجليزية)

Berserk (أنمي) في شبكة أخبار الأنمي